# Allerford Packhorse Bridge

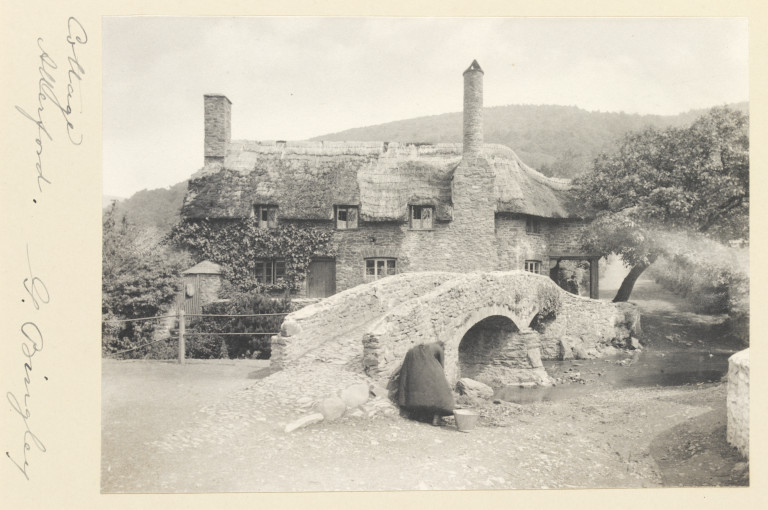

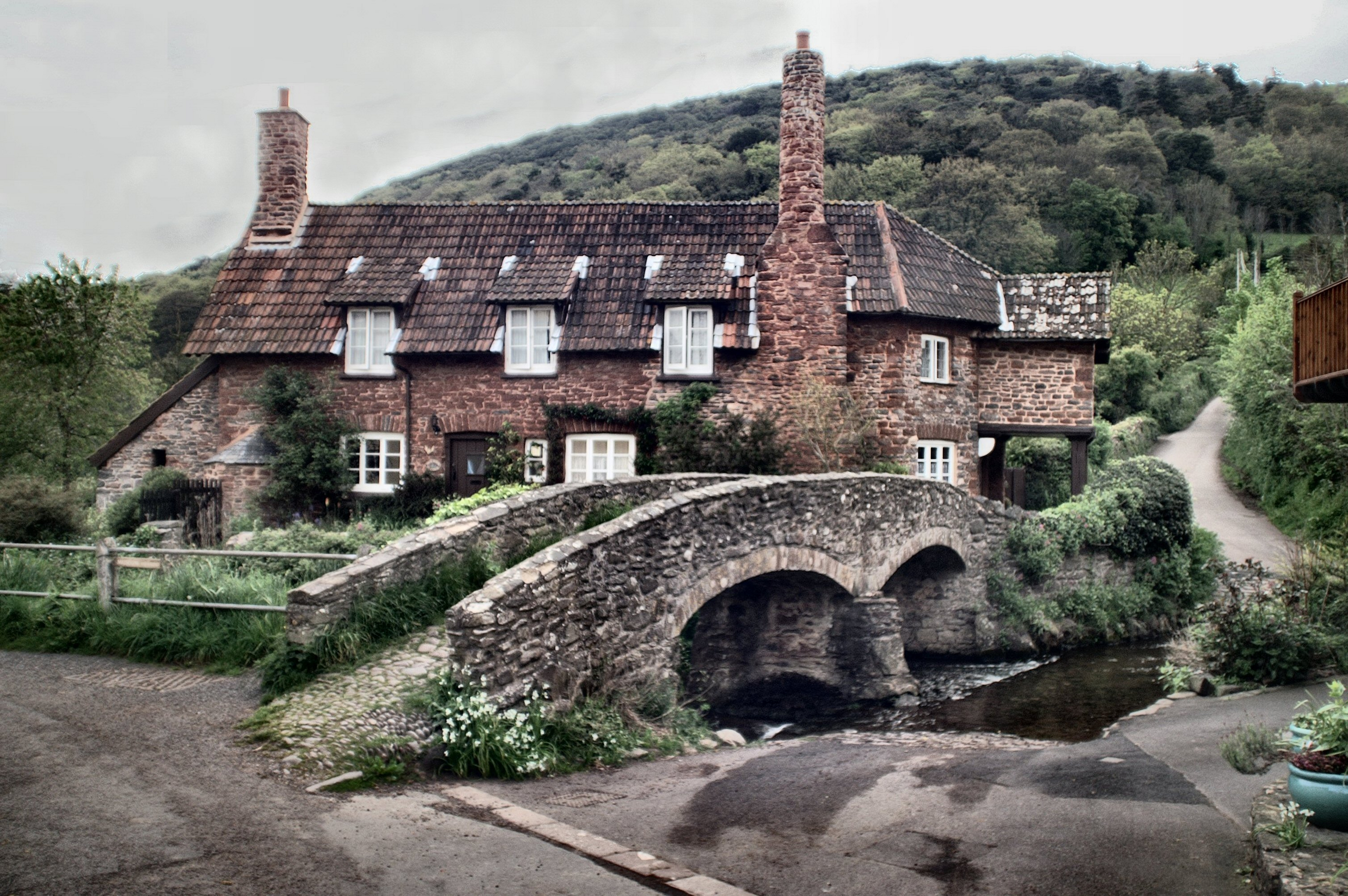

Die Packhorse bridge in Allerford, Selworthy, Somerset West and Taunton, ist eine zweibögige, rund 9 Meter lange Packpferdbrücke über den Fluss Aller. Der Weg über sie zwischen den etwa kniehohen Brüstungen aus Mauerwerk ist etwa 1,2 Meter breit. Ihre Errichtung wird auf das 15. Jahrhundert vermutet. Unmittelbar neben ihr befindet sich eine von Autos benutzbare Furt.
Die Brücke steht unter Denkmalschutz (Grade II*).